# 酒井忠元
酒井 忠元（さかい ただもと、1921年（大正10年）8月5日 - 1990年（平成2年）8月17日）は、日本の旧伯爵家、雅楽頭系酒井家27代当主。洋服販売会社社長。

## 略歴
- 1921年（大正10年）8月5日 - 雅楽頭系酒井家26代当主・酒井忠正の長男として生まれる。
- 1943年（昭和18年）12月 - 学徒出陣で京都帝国大学より海軍に入る[1]。
- 1945年（昭和20年）3月 - 前田美意子と結婚[1]。
- 1971年（昭和46年）2月16日 - 父忠正が死去。
  - 家督を相続し雅楽頭系酒井家宗家22代当主となる。
- 1990年（平成2年）8月17日 - 死去。享年69。

## 親族
- 祖父：阿部正桓 - 備後福山藩10代藩主
- 祖父：酒井忠興 - 雅楽頭系酒井家25代当主
- 祖母：酒井夏子 - 三条実美（公爵、内大臣）七女、忠興 夫人
- 父：酒井忠正 - 雅楽頭系酒井家26代当主
- 母：酒井秋子 - 忠興 長女
- 義父・義叔父：前田利為（旧加賀藩主16代目当主、侯爵）
- 義母・叔母：前田菊子 - 忠興 次女、前田利為 夫人
- 妻・従妹：酒井美意子 - 前田利為 長女、評論家
- 長男：酒井忠紀 - 雅楽頭系酒井家28代当主
- 義娘：酒井峰子 - 倉石濱治 三女、忠紀 夫人
- 長女：酒井美津子 - 宮岸良憲 夫人
- 次男：酒井忠澄
- 義娘：酒井順子 - 近間孝雄 長女、忠澄 夫人